# Nave (Italië)
Nave is een gemeente in de Italiaanse provincie Brescia (regio Lombardije) en telt 10.798 inwoners (31-12-2004). De oppervlakte bedraagt 27,1 km², de bevolkingsdichtheid is 382 inwoners per km².
De volgende frazioni maken deel uit van de gemeente: Muratello, Cortine, Dernago, Monteclana, Mitria, S.Cesario, Sacca, S.Rocco.

## Demografie
Nave telt ongeveer 4136 huishoudens. Het aantal inwoners steeg in de periode 1991-2001 met 6,0% volgens cijfers uit de tienjaarlijkse volkstellingen van ISTAT.
| Jaar | Inwoneraantal |
| ---- | ------------- |
| 1991 | 9838          |
| 2001 | 10.433        |

## Geografie
Nave grenst aan de volgende gemeenten: Botticino, Bovezzo, Brescia, Caino, Concesio, Lumezzane, Serle.

## Geboren
- Aldo Parecchini (1950), wielrenner
- Claudio Mandonico (1957), componist, muziekpedagoog, dirigent, saxofonist, pianist en kornettist